# Джинджер и Фред
«Джи́нджер и Фред» (итал. Ginger E Fred) — кинофильм Федерико Феллини, снятый в 1986 году. Это двадцатый фильм Федерико Феллини.

## Сюжет
В 1950-е годы танцоры Амелия Бонетти (Джульетта Мазина) и Пиппо Боттичелла (Марчелло Мастроянни) выступали дуэтом, позаимствовав себе псевдонимы и творческую манеру у легендарных голливудских танцоров степа — Джинджер Роджерс и Фреда Астера.
Прошло тридцать лет. Бывшие партнёры потеряли друг друга — каждый выбрал свою жизнь, но такого успеха, который был в молодости, им так и не удалось испытать. И вот неожиданный шанс — Амелию и Пиппо приглашают принять участие в рождественском телешоу. Хотя годы уже не те и ноги не держат — исполнителям необходимо собраться и снова выйти на сцену. Во время выступления Пиппо падает, но, благодаря поддержке партнёрши, поднимается и успешно заканчивает номер.

## В ролях
- Джульетта Мазина — Амелия Бонетти («Джинджер»)
- Марчелло Мастроянни — Пиппо Боттичелла («Фред»)
- Франко Фабрици — ведущий шоу
- Фредерик Ледебур — адмирал Ауленти
- Аугусто Подерози — трансвестит
- Мартин Мария Блау — помощник режиссёра
- Жак Анри Лартиг — брат Джироламо
- Тото Миньоне — Тото
- Франческо Казале — мафиозо

## Награды и номинации

### Награды
- 1986 — Премия «Давид ди Донателло»
  - Лучший актёр — Марчелло Мастроянни
  - Лучший дизайн костюмов — Данило Донати
  - Лучшая музыка — Никола Пьовани
  - Награда имени Рене Клера — Федерико Феллини
- 1986 — Премия Итальянского национального синдиката киножурналистов («Серебряная лента»)
  - Лучший актёр — Марчелло Мастроянни
  - Лучшая актриса — Джульетта Мазина
  - Лучший дизайн костюмов — Данило Донати
  - Лучшая работа художника — Данте Ферретти

### Номинации
- 1987 — Премия BAFTA
  - Лучший фильм на иностранном языке — Федерико Феллини, Альберто Гримальди
- 1987 — Премия «Золотой глобус»
  - Лучший фильм на иностранном языке

## Интересные факты
- Джинджер Роджерс собиралась подавать в суд на Федерико Феллини за то, что в фильме используется её имя без разрешения[2].
- Джинджер и Фред — неофициальное название Танцующего дома в Праге